# Patrice Pujol
Pour les articles homonymes, voir Pujol.
 (juin 2022).
La mise en forme du texte ne suit pas les recommandations de Wikipédia : il faut le « wikifier ».
Les points d'amélioration suivants sont les cas les plus fréquents. Le détail des points à revoir est peut-être précisé sur la page de discussion.
- Les titres sont pré-formatés par le logiciel. Ils ne sont ni en capitales, ni en gras.
- Le texte ne doit pas être écrit en capitales (les noms de famille non plus), ni en gras, ni en italique, ni en « petit »…
- Le gras n'est utilisé que pour surligner le titre de l'article dans l'introduction, une seule fois.
- L'italique est rarement utilisé : mots en langue étrangère, titres d'œuvres, noms de bateaux, etc.
- Les citations ne sont pas en italique mais en corps de texte normal. Elles sont entourées par des guillemets français : « et ».
- Les listes à puces sont à éviter, des paragraphes rédigés étant largement préférés. Les tableaux sont à réserver à la présentation de données structurées (résultats, etc.).
- Les appels de note de bas de page (petits chiffres en exposant, introduits par l'outil «  Source ») sont à placer entre la fin de phrase et le point final[comme ça].
- Les liens internes (vers d'autres articles de Wikipédia) sont à choisir avec parcimonie. Créez des liens vers des articles approfondissant le sujet. Les termes génériques sans rapport avec le sujet sont à éviter, ainsi que les répétitions de liens vers un même terme.
- Les liens externes sont à placer uniquement dans une section « Liens externes », à la fin de l'article. Ces liens sont à choisir avec parcimonie suivant les règles définies. Si un lien sert de source à l'article, son insertion dans le texte est à faire par les notes de bas de page.
- La présentation des références doit suivre les conventions bibliographiques. Il est recommandé d'utiliser les modèles {{Ouvrage}}, {{Chapitre}}, {{Article}}, {{Lien web}} et/ou {{Bibliographie}}. Le mode d'édition visuel peut mettre en forme automatiquement les références.
- Insérer une infobox (cadre d'informations à droite) n'est pas obligatoire pour parachever la mise en page.

Pour une aide détaillée, merci de consulter Aide:Wikification.
Si vous pensez que ces points ont été résolus, vous pouvez retirer ce bandeau et améliorer la mise en forme d'un autre article.
Patrice Pujol est un comédien français.

## Théâtre
- 2012 "Cabaret Nono"
- 2012 "Les Nono font leur cirque"
- 2011 "Entremets-Entremots"
- 2011 "La revisite"
- 2010 "Lettre à l'humanité"
- 2010 "Contes érotiques de Noël"
- 2010 "Some explicit polaroïds"
- 2009 " K Lear"
- 2009 "le labyrinthe"
- 2008 " 33ème rencontre de Hérisson"
- 2007 "Barocco"
- 2007 "Petits voyages au bout de la rue"
- 2007 "One day 49"
- 2006 "Grande vacance"
- 2005 "Le plaisir imaginé"
- 2004 "La double inconstance"
- 2001 "Le mariage de Figaro"
- 2000 "Messieurs les ronds-de-cuir"
- 1999 "Les cerbères"
- 1998 "Sens unique"
- 1997 "La mort d'Ivan Illitch"
- 1996 "Macbeth"
- 1995 "Labiche et Courteline s'évadent"
- 1995 "Le purgatoire"
- 1994 "Rêve de gare"
- 1994 " Le dernier quart d'heure"
- 1993 "Marathonnere"
- 1992 "Promenade au bout du bois"
- 1991 "Sang pour sang"

## Filmographie
- 2013 : "Mafiosa"  Réal : Pierre Leccia
- 2013 : "La justice ou le chaos" Réal : Vincent Garancq
- 2013 : "Le général du roi" Réal : Nina Companeez
- 2012 : "Objectif ligue 1" Réal : Varante Soudjian
- 2012 : "La smala s'en mêle" Réal : Didier Grousset
- 2011 : "Clash" Réal : Pascal Lahmanil
- 2010 : L'amour, c'est mieux à deux Réal : Dominique Farrudgia
- 2009 : "Les Bougons" Réal : Sam Kerman
- 2008 : Coluche, l'histoire d'un mec Réal : Antoine Decaune
- 2008 : Ça se soigne  Réal : Laurent Chouchan
- 2006 : "R.I.S." Réal : Dominique Tabuteau

### Clip
- 2011 : Elle me dit de Mika